# Phúc Sơn, Sơn Động
Phúc Sơn là một xã thuộc huyện Sơn Động, tỉnh Bắc Giang, Việt Nam.
Tên của xã được ghép từ tên của hai xã cũ là Thạch Sơn và Phúc Thắng.

## Địa lý
Xã Phúc Sơn nằm ở phía bắc huyện Sơn Động, có vị trí địa lý:
- Phía đông giáp tỉnh Lạng Sơn và xã Vân Sơn
- Phía tây giáp xã Đại Sơn
- Phía nam giáp xã Giáo Liêm và xã Vĩnh An
- Phía bắc giáp Trung tâm huấn luyện Cấm Sơn (không thuộc xã nào).

Xã Phúc Sơn có diện tích 39,39 km², dân số năm 2018 là 1.822 người, mật độ dân số đạt 46 người/km².

## Lịch sử
Địa bàn xã Phúc Sơn hiện nay trước đây vốn là hai xã Phúc Thắng và Thạch Sơn thuộc huyện Sơn Động.
Ngày 30 tháng 1 năm 1985, Hội đồng Bộ trưởng ban hành Quyết định số 21-HĐBT. Theo đó:
- Giải thể xã Phúc Thắng; sáp nhập hai xóm Suối Hấu, Đồng Mương vào xã Quế Sơn và sáp nhập diện tích còn lại vào trường bắn TB1.
- Giải thể xã Thạch Sơn; sáp nhập xóm Đồng Cao vào xã Vân Sơn và sáp nhập diện tích còn lại vào trường bắn TB1.

Ngày 19 tháng 10 năm 1993, Chính phủ ban hành Nghị định số 71-CP. Theo đó:
- Tái lập xã Phúc Thắng trên cơ sở hai xóm Đồng Mương, Suối Mấu thuộc thuộc xã Quế Sơn và phần diện tích do Trung tâm TB1 bàn giao lại. Xã Phúc Thắng gồm 4 xóm: Đồng Mương, Suối Mấu, xóm Mới, xóm Thước.
- Tái lập xã Thạch Sơn trên cơ sở xóm Đồng Cao thuộc xã Vân Sơn và phần diện tích do Trung tâm TB1 bàn giao lại. Xã Thạch Sơn gồm 4 xóm: Đồng Cao, Vườn Hoang, Gốc Mít, Đồng Băm.

Trước khi sáp nhập, xã Phúc Thắng có diện tích 18,74 km², dân số là 1.336 người, mật độ dân số đạt 71 người/km². Xã Thạch Sơn có diện tích 20,65 km², dân số là 486 người, mật độ dân số đạt 24 người/km².
Ngày 21 tháng 11 năm 2019, Ủy ban Thường vụ Quốc hội ban hành Nghị quyết số 813/NQ-UBTVQH14 về việc sắp xếp các đơn vị hành chính cấp xã thuộc tỉnh Bắc Giang (nghị quyết có hiệu lực từ ngày 1 tháng 1 năm 2020). Theo đó, sáp nhập toàn bộ diện tích và dân số của hai xã Phúc Thắng và Thạch Sơn thành xã Phúc Sơn.